# Frans Kaisiepo
Frans Kaisiepo (ur. 10 października 1921 na wyspie Biak, zm. 10 kwietnia 1979 w Jayapurze) – papuaski polityk i nacjonalista indonezyjski.
Kształcił się w LVVS Korido (1931–1934) oraz w Sekolah Guru Normalis w Manokwari. Przez krótki okres uczęszczał na kurs administracji cywilnej w Jayapurze. Był zwolennikiem przyłączenia Papui Zachodniej do Indonezji. W lipcu 1946 r. założył Partię Wolności Indonezji (Partai Indonesia Merdeka) w Biak. W tym samym roku wziął udział w Konferencji Malino w Celebesie Południowym. Zaproponował nazwę Irian (pochodzącą z języka biak) jako określenie na Papuę.
Uczestniczył w buncie w Biak w marcu 1948 r., protestując przeciwko władzy holenderskiej. W 1949 r. odrzucił nominację na przywódcę delegacji Nowej Gwinei Holenderskiej na Konferencji Okrągłego Stołu. Uznał, że Holendrzy próbują go wykorzystać. Z powodu swojego oporu był więziony w latach 1954–1961. Po przyłączeniu Irianu do Indonezji Frans Kaisiepo pełnił funkcję gubernatora prowincji Irian Jaya (1964–1973).
Pośmiertnie, w 1993 r., został uhonorowany tytułem Bohatera Narodowego Indonezji.